# Joaquim Nin i Castellanos

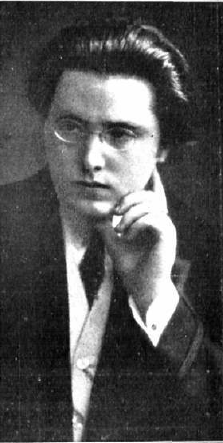
Joaquim Nin i Castellanos

Joaquim Nin i Castellanos, spanisch auch Joaquín Nin y Castellanos, (* 29. September 1879 in Havanna; † 24. Oktober 1949 ebenda) war ein kubanischer Komponist und klassischer Pianist katalanischer Herkunft, der in der Tradition der Katalanischen Pianistenschule stand.

## Leben und Werk
Joaquim Nin wurde 1879 als Sohn des katalanischen Militärs und Schriftstellers spanischer Sprache Joaquim Nin i Tudó in Havanna geboren. Bereits als Kind zog er nach Barcelona. Er studierte dort bei Carles G. Vidiella und Felip Pedrell, mit denen er lange in Freundschaft verbunden war.  Mit fast zwanzig Jahren führte er in öffentlichen Konzerten Werke von Enric Morera, Joan Gay und Francesc Alió auf. Er nahm mit einem Klavierkonzert am Fünften Modernismus Festival von Sitges im Jahr 1898 teil.  1902 ging er zu Klavierstudien zu Moritz Moszkowski und zu Kompositionsstudien zu Vincent d’Indy an die Schola Cantorum nach Paris.
Von 1905 bis 1908 unterrichtete er dann selbst das Fach Klavier an der Pariser Schola Cantorum. Als Professor für Klavierliteratur an der Neuen Universität Brüssel (1906–08) gewann er enorme Reputation im Bereich der klassischen Musik. 1911 ging er nach Havanna, wo er die Escola Nacional de Música und eine Konzert-Gesellschaft gründete. Er kehrte jedoch bald nach Europa zurück und ließ sich wieder in Paris nieder. Von hier aus startete er zahlreiche Konzerttourneen.
In seiner Konzerttätigkeit widmete sich Nin mit Werken von Jean-Philippe Rameau, Alessandro Scarlatti und Johann Sebastian Bach vorwiegend der Alten Musik. Hier galt sein besonderes Interesse der Wiederbelebung der französischen Cembalomusik. Er bot in seinen Programmen Werke von Joseph-Nicolas-Pancrace Royer, Louis-Claude Daquin und Jean-François Dandrieu. Er interessierte sich auch für die spanisch-katalanische Musik, insbesondere für Komponisten wie Antonio Soler, Isaac Albéniz, Josep Casanovas, Rafael Anglès oder Jaume Ferrer.
Er verband die Konzert- mit seiner Kompositionstätigkeit. Er schuf sehr freie musikalische Formen. Besonders hervorzuheben sind das Ballett L’écharpe bleue (1937) und das Pantomimendrama L'autre (1913) in drei Akten. Erwähnenswert sind auch einige Musikartikel wie Per l’art (deutsch: Für die Kunst), die er 1910 in der Revista Musical Catalana veröffentlicht hat.

## Ehrungen
Nin wurde von der Schola Cantorum de Paris (1908), der Neuen Universität Brüssel (1909) und dem Conservatori Nacional de l’Havana zum Ehrenprofessor ernannt.

## Familiäres
Joaquim Nin war mit der dänischen Opernsängerin Rosa Culmell i Vaurigaud französisch-kubanischer Herkunft verheiratet. Er war Vater des Geschäftsmannes Thorvald Nin-Culmell, des US-amerikanischen Komponisten und Pianisten Joaquín Nin-Culmell und der Schriftstellerin Anaïs Nin. 1914 verließ Joaquim Nin seine Familie.